# Fluticasone
Il  fluticasone, spesso commercializzato come fluticasone propionato è una molecola steroide di media potenza, un derivato dal cortisone, appartenente alla classe dei glucocorticoidi, spesso prescritto come trattamento per l'asma e la rinite allergica. Trova anche impiego nella terapia della esofagite eosinofila.
In Italia la molecola è commercializzata dalla società farmaceutica GlaxoSmithKline con il marchio di Flixotide per l'asma e Flixonase (sospensione per spray nasale) per la rinite allergica oltre che dalla società Menarini con il marchio di Fluspiral come sospensione pressurizzata per inalazione e polvere per inalazione tramite un apposito inalatore denominato DISKUS. In Italia il farmaco è venduto dietro presentazione di ricetta medica ed inserito in classe A, ovvero interamente rimborsato dal Servizio Sanitario Nazionale, fatta salva la possibilità per le Regioni di introdurre quote di partecipazione alla spesa (ticket). Il principio attivo si trova anche in alcune creme o unguenti per il trattamento di eczema e psoriasi.

## Farmacodinamica
Fluticasone propionato è un glucocorticoide di sintesi, caratterizzato da una scarsa attività mineralcorticoide ma dotato di una potente azione antinfiammatoria. Quando viene somministrato per via inalatoria ai dosaggi consigliati, la molecola esercita una potente attività antinfiammatoria sul tessuto polmonare, con una notevole diminuzione sia del numero di episodi di riacutizzazione dell'asma bronchiale che dei sintomi propri di questa affezione.
L'infiammazione è riconosciuta come una componente importante nella patogenesi dell'asma. I glucocorticoidi hanno mostrato di inibire più tipi di cellule infiammatorie (ad esempio, eosinofili, basofili, linfociti, macrofagi e neutrofili). Fluticasone agisce anche sulla sintesi di numerosi mediatori infiammatori (ad esempio, istamina, eicosanoidi, leucotrieni e citochine) coinvolti nella risposta asmatica.

## Farmacocinetica
La biodisponibilità sistemica è pari al 18% quando si impiega un erogatore tipo Diskus, del 30% con l'impiego di un erogatore per la sospensione pressurizzata, e del 5% circa per la forma in crema od unguento. L'assorbimento sistemico è dovuto al polmone, mentre la quota di dose inalata che viene ingerita contribuisce in modo irrilevante all'esposizione sistemica. L'emivita di eliminazione della molecola si aggira sulle 8 ore. Il legame con le proteine plasmatiche è pari al 91%.

Nell'organismo fluticasone viene biotrasformato principalmente nel fegato ad opera del citocromo P450 isoenzima CYP3A4. Il metabolita maggiore è il derivato 17β-acido carbossilico. La molecola viene escreta principalmente per via fecale immodificata e sotto forma di metaboliti. Meno del 5% di una dose assunta viene eliminata per via urinaria come metaboliti.

## Usi clinici
Il farmaco viene utilizzato come trattamento di alcune forme di rinite e nei soggetti affetti da poliposi nasale. Importante il suo utilizzo nel controllo dell'evoluzione dell'asma bronchiale e di diverse malattie polmonari caratterizzate da broncostenosi.

## Effetti collaterali ed indesiderati
| Tipi di reazioni                                  | Comuni (>1/100, <1/10)                         | Non comuni (>1/1.000, <1/100)         | Rare (>1/10.000, <1/1.000) | Molto rare (<1/10.000) | Frequenza non nota |
| ------------------------------------------------- | ---------------------------------------------- | ------------------------------------- | -------------------------- | --- | ------------------ |
| Infezioni ed infestazioni                         | - Candidiasi orale e orofaringea (mughetto)(1) |                                       |                            | |                    |
| Disturbi del sistema immunitario                  |                                                | - Reazioni di ipersensibilità cutanea |                            | - Angioedema - Edema del viso e dell'orofaringe - Dispnea e/o broncospasmo - Reazioni anafilattiche                            |                    |
| Disturbi endocrini                                |                                                |                                       |                            | - Sindrome di Cushing - Soppressione surrenale - Ritardo di crescita - Riduzione densità minerale ossea - Cataratta - Glaucoma |                    |
| Disturbi del metabolismo e della nutrizione       |                                                |                                       |                            | - Iperglicemia |                    |
| Disturbi psichiatrici                             |                                                |                                       |                            | - Ansia - Insonnia - Altri disturbi del sonno - Alterazioni comportamentali - Iperreattività - Irritabilità                    |                    |
| Patologie respiratorie, toraciche e mediastiniche | - Raucedine(2) - Tosse(2)                      | - Bruciore nasale                     |                            | - Broncospasmo paradosso |                    |

(1) Questi soggetti possono trarre beneficio dal quotidiano risciacquo della bocca con acqua dopo aver inalato il farmaco. Una terapia antifungina topica rappresenta un trattamento adeguato per la candidosi sintomatica.
(2) Anche questi pazienti possono trovare vantaggioso risciacquare la bocca con acqua immediatamente dopo l'inalazione.

## Controindicazioni
Fluticasone è controindicato nei soggetti con ipersensibilità nota al principio attivo oppure ad uno qualsiasi degli eccipienti della formulazione farmaceutica. È inoltre generalmente controindicato nelle donne gravide ed in quelle che allattano al seno.

## Dosi terapeutiche

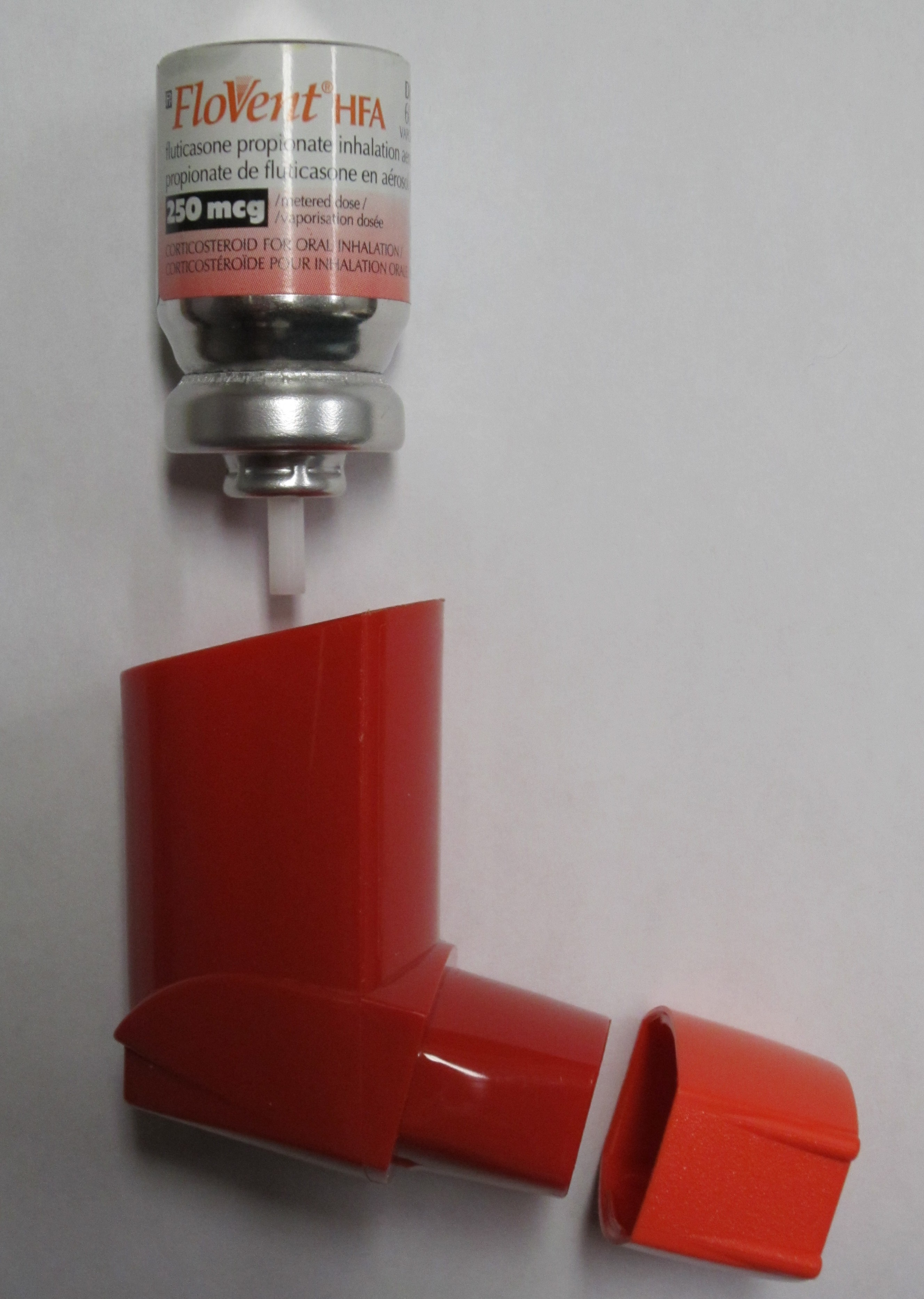
Un contenitore di sospensione pressurizzata per inalazione e relativo dispositivo inalatore

- Asma bronchiale: negli adulti e negli adolescenti con più di 16 anni di età la dose normalmente consigliata è pari a 250 µg bid. Si deve tuttavia tenere presente che i pazienti debbono essere trattati con un dosaggio iniziale appropriato alla gravità della loro malattia, e che tale dosaggio è strettamente individuale e deve essere valutato dal medico curante. Successivamente la dose può essere adattata fino ad un completo controllo dell'asma (sono stati utilizzati anche dosaggi di 2000 µg bid), oppure ridotta in caso di buona risposta individuale, fino a raggiungere la minima dose efficace di mantenimento.
- Rinite: 100 µg/die in ogni narice
- Poliposi nasale: 100 µg/die in ogni narice

## Sovradosaggio
In caso di utilizzo di dosaggi giornalieri superiori a quelli raccomandati e per periodi di tempo prolungati, è possibile che si verifichi un certo grado di soppressione corticosurrenale. Normalmente non è necessario istituire interventi di emergenza. In questi pazienti è invece opportuno proseguire il trattamento con fluticasone propionato a dosaggi sufficienti a controllare l'asma.
La determinazione periodica ed il monitoraggio del cortisolo plasmatico metterà in evidenza un ritorno alla norma della funzione corticosurrenale che avverrà nel giro di pochi giorni.

## Gravidanza e allattamento
L'uso di fluticasone in gravidanza richiede cautela e un'attenta valutazione del rapporto rischio/beneficio.
Studi condotti sugli animali per valutare eventuali effetti ed interferenze sulla funzione riproduttiva, hanno messo in evidenza unicamente effetti caratteristici di soatanze glucocorticoidi, tra l'altro a dosaggi di gran lunga superiori a quelli consigliati per la terapia per via inalatoria. I test di tossicità non hanno evidenziato potenziale mutageno del composto. Non è noto se la molecola sia escreta nel latte materno umano. Studi sperimentali per via sottocutanea sui ratti hanno evidenziato la presenza di fluticasone propionato nel latte materno solo in concentrazioni plasmatiche molto basse ma comunque misurabili.